# Ommata pilosicollis
Ommata pilosicollis är en skalbaggsart som beskrevs av Dmytro Zajciw 1966. Ommata pilosicollis ingår i släktet Ommata och familjen långhorningar. Inga underarter finns listade i Catalogue of Life.